# Phaenocarpa grandiceps
Phaenocarpa grandiceps är en stekelart som beskrevs av Fischer och Zaykov 1983. Phaenocarpa grandiceps ingår i släktet Phaenocarpa och familjen bracksteklar. Inga underarter finns listade i Catalogue of Life.